# Uday (flod)
Uday (ukrainsk: Удай) er en flod i Ukraine, en højre biflod til Sula, i Dnepr-bassinet. Den er 327 km lang og har et afvandingsområde på 7.030 km2. 
Uday har sit udspring nær landsbyen Rozhnivka i Pryluky Raion i Chernihiv oblast. Floden løber gennem Dnepr-lavlandet, inden for Chernihiv-oblasten og Poltava-oblasten. Dens vand kommer overvejende fra smeltende sne. Den fryser til mellem november og begyndelsen af januar, og bliver under isen indtil mellem marts til midten af april. Den gennemsnitlige udledning af Uday på 39 km fra mundingen er 9,4 m3/s. 
Byerne Pryluky og Pyrjatyn ligger ved Uday, såvel som de byagtige bebyggelser Dihtiari, Varva, Ladan og landsbyen Pisky-Udais'ki.

## Bifloder
- Fra venstre: Burymnya, Ichenka, Radkivka, Smosh, Utka, Lysohir, Varva, Zhuravka, Mnoha.
- Fra højre: Halka, Jusjtjenkova, Stavka, Perevid, Vilshanka.